# Ikano Bank
Ikano Bank — шведский банк потребительского финансирования, созданный в 1995 году Ингваром Кампрадом (учредителем IKEA).

## История
Первоначально Ikano входил в состав компании по производству товаров для дома IKEA, основанной Ингваром Кампрадом в 1943 году.
В 1970-е годы деятельность Ikano заключалась в управлении недвижимостью, финансовыми услугами и страхованием для IKEA.
В 1995 году Ингвар Кампрад основал Ikanobanken, который имел только одно отделение в Эльмхульте, Швеция. В январе 2009 года Ikanobanken стал Ikano Bank, объединившись с другими структурами группы IKANO.
До 2007 года Ikano Bank предлагал фондовые и пенсионные услуги на шведском рынке. Бизнес был продан онлайн-брокеру Avanza, который принял 18 300 счетов банка. Общий сберегательный капитал составил 690 миллионов шведских крон, а годовой доход — 3,2 миллиона шведских крон.
Ikano Bank ранее предлагал ипотечные кредиты в сотрудничестве с SBAB. Сотрудничество закончилось в 2018 году. В сентябре 2019 года банк объявил о запуске нового предложения по ипотеке. Ипотека предлагается через недавно созданную ипотечную компанию, принадлежащую совместно Банку Аландских островов, Ica Banken, Söderberg & Partners и Borgo.

## Структура и особенности функционирования
Главный офис Ikano Bank находится в Мальмё, а филиалы — в Сундбюберге, Эльмхульте, Аскере, Глострупе, Ноттингеме и Хельсинки. Ikano Bank также ведет бизнес в Германии, Польше, Австрии, Финляндии и России через отдельные компании. Ikano Bank предлагает ссуды, сберегательные счета и партнерский бизнес, поставляя решения по финансированию продаж крупным розничным продавцам, включая IKEA, Volkswagen, Audi, Lindex, Hemtex, Skoda, Shell и Preem. Ikano Bank представляет собой так называемый нишевый банк, который поддерживает контакты с клиентами в основном через Интернет и телефон.
Ikano Bank работает в трёх сферах деятельности:
- Частный сектор: банковские услуги для частных лиц, такие как ипотека, автокредиты, частные займы, кредитные карты и сберегательные счета.
- Финансирование продаж: решения для финансирования продаж, такие как карты клиентов и решения для рассрочки платежей для розничных партнеров.
- Компании: лизинговые и факторинговые услуги компаниям через прямые продажи и через партнеров.

Ikano Bank принадлежит семье Кампрад через IKANO, группу предприятий, которая также включает страхование, розничную торговлю и недвижимость во многих странах.